# چارلز روون
چارلز روون (انگلیسی: Charles Roven؛ زاده ۲ اوت ۱۹۴۹) یک تهیه‌کننده اهل ایالات متحده آمریکا است. او دارای یک شرکت فیلم سازی به نام اطلس انترتینمنت است.

## تهیه مالی فیلم‌های زیر
- ۱۲ میمون ۱۹۹۵
- مرد پولادین ۲۰۱۳
- بتمن علیه سوپرمن: طلوع عدالت ۲۰۱۶